# 霍洛蒙山
40°27′34″N 23°31′13″E / 40.45944°N 23.52028°E

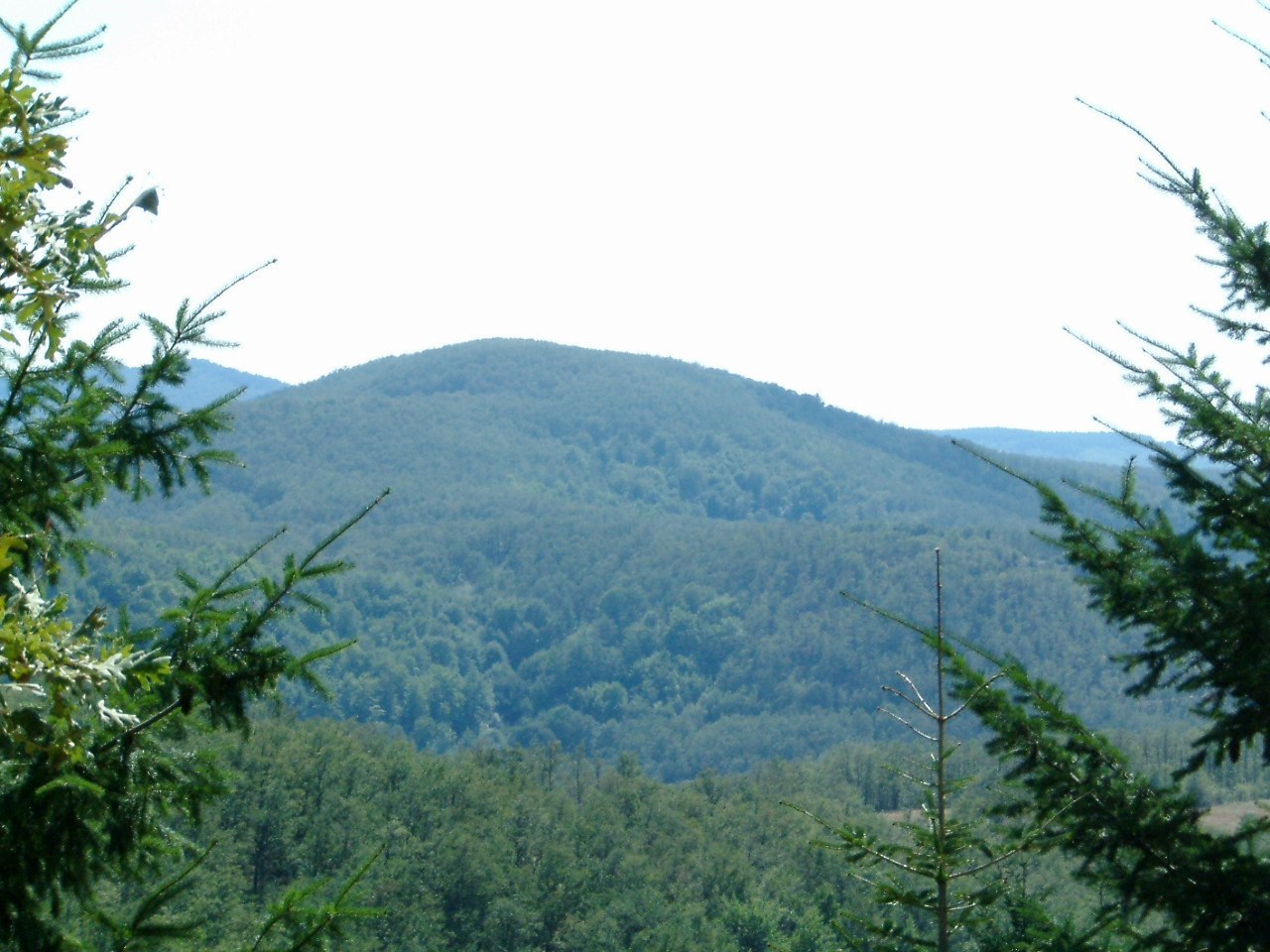

霍洛蒙山是希臘的山峰，位於該國北部中馬其頓，處於波利伊羅斯東北面，由哈爾基季基州負責管轄，海拔高度1,165米，有茂密的植被覆蓋。